# Кубок Таджикистану з футболу 2021
Кубок Таджикистану з футболу 2021  — 30-й розіграш головного кубкового футбольного турніру у Таджикистані. Титул володаря кубка вп'яте здобув Худжанд.

## Календар
| Раунд            | Дата                        | Матчі | Клуби   |
| ---------------- | --------------------------- | ----- | ------- |
| Попередній раунд | 24 травня 2021              | 6     | 22 → 16 |
| 1/8 фіналу       | 31 липня - 1 серпня 2021    | 8     | 16 → 8  |
| 1/4 фіналу       | 11 вересня - 15 жовтня 2021 | 4     | 8 → 4   |
| 1/2 фіналу       | 6-7/27 листопада 2021       | 4     | 4 → 2   |
| Фінал            | 9 грудня 2021               | 1     | 2 → 1   |

## 1/8 фіналу
| Команда 1       | Рахунок | Команда 2              |
| --------------- | ------- | ---------------------- |
| 31 липня 2021   |         |                        |
| Есхата          | 3:0     | Саройкамар (Пяндж) (2) |
| Регар-ТадАЗ (2) | 3:6     | Хатлон                 |
| ЦСКА-Памір      | 5:1     | Панджшер (2)           |
| Хулбук (2)      | 1:3     | Равшан                 |
| 1 серпня 2021   |         |                        |
| Істіклол        | 2:1     | Душанбе-83             |
| Худжанд         | 6:0     | Пахтакор (2)           |
| Куктош          | 0:1     | Істаравшан             |
| Мохір (2)       | 0:1     | Файзканд               |

## 1/4 фіналу
| Команда 1       | Рахунок      | Команда 2 |
| --------------- | ------------ | --------- |
| 11 вересня 2021 |              |           |
| Худжанд         | 1:0          | Хатлон    |
| 12 вересня 2021 |              |           |
| Істаравшан      | 1:1 пен. 2:3 | Есхата    |
| ЦСКА-Памір      | 1:2          | Равшан    |
| 15 жовтня 2021  |              |           |
| Істіклол        | 5:0          | Файзканд  |

## 1/2 фіналу
| Команда 1           | Заг. | Команда 2 | 1-й матч | 2-й матч |
| ------------------- | ---- | --------- | -------- | -------- |
| 6/27 листопада 2021 |      |           |          |          |
| Істіклол            | 7:3  | Есхата    | 4:3      | 3:0      |
| 7/27 листопада 2021 |      |           |          |          |
| Худжанд             | 4:2  | Равшан    | 4:0      | 0:2      |

## Фінал
| 9 грудня 2021 10:00 (EEST) |

| Істіклол | 0:2 дч   | Худжанд                 |
| -------- | -------- | ----------------------- |
|          | Протокол | Зійоєв 105' Сердюк 117' |

| Стадіон 20-річчя Незалежності, Худжанд Глядачів: 20 700 Арбітр: Бехруз Муртазоєв |